# Canal de Mazurie
 (mai 2023).
La mise en forme du texte ne suit pas les recommandations de Wikipédia : il faut le « wikifier ».
Les points d'amélioration suivants sont les cas les plus fréquents. Le détail des points à revoir est peut-être précisé sur la page de discussion.
- Les titres sont pré-formatés par le logiciel. Ils ne sont ni en capitales, ni en gras.
- Le texte ne doit pas être écrit en capitales (les noms de famille non plus), ni en gras, ni en italique, ni en « petit »…
- Le gras n'est utilisé que pour surligner le titre de l'article dans l'introduction, une seule fois.
- L'italique est rarement utilisé : mots en langue étrangère, titres d'œuvres, noms de bateaux, etc.
- Les citations ne sont pas en italique mais en corps de texte normal. Elles sont entourées par des guillemets français : « et ».
- Les listes à puces sont à éviter, des paragraphes rédigés étant largement préférés. Les tableaux sont à réserver à la présentation de données structurées (résultats, etc.).
- Les appels de note de bas de page (petits chiffres en exposant, introduits par l'outil «  Source ») sont à placer entre la fin de phrase et le point final[comme ça].
- Les liens internes (vers d'autres articles de Wikipédia) sont à choisir avec parcimonie. Créez des liens vers des articles approfondissant le sujet. Les termes génériques sans rapport avec le sujet sont à éviter, ainsi que les répétitions de liens vers un même terme.
- Les liens externes sont à placer uniquement dans une section « Liens externes », à la fin de l'article. Ces liens sont à choisir avec parcimonie suivant les règles définies. Si un lien sert de source à l'article, son insertion dans le texte est à faire par les notes de bas de page.
- La présentation des références doit suivre les conventions bibliographiques. Il est recommandé d'utiliser les modèles {{Ouvrage}}, {{Chapitre}}, {{Article}}, {{Lien web}} et/ou {{Bibliographie}}. Le mode d'édition visuel peut mettre en forme automatiquement les références.
- Insérer une infobox (cadre d'informations à droite) n'est pas obligatoire pour parachever la mise en page.

Pour une aide détaillée, merci de consulter Aide:Wikification.
Si vous pensez que ces points ont été résolus, vous pouvez retirer ce bandeau et améliorer la mise en forme d'un autre article.
Le Canal de Mazurie ( allemand : Masurischer Kanal, polonais : Kanał Mazurski, russe : Мазурский Канал) est un canal abandonné en Europe de l'Est et s'étend sur 50,4 kilomètres (31,32 mi) de long. Il avait été planifié par l'Allemagne pour relier Königsberg (Kaliningrad) et Mauersee (lac Mamry) en Prusse orientale. Malheureusement, la construction du canal a du être interrompue pendant les guerres mondiales et l'hyperinflation de la République de Weimar, avant d'être complètement abandonnée.

## Histoire
Des propositions pour un canal reliant la Région des lacs de Mazurie à la mer Baltique à Kaliningrad existaient depuis le XVIIIe siècle, lorsque d'autres projets de canaux pour relier les lacs de Mazurie ont été demandés par Johann Friedrich Domhardt. Une première proposition du canal aurait rallié le Lac Ryńskie (pl) à la mer en faisant un usage considérable des navigations fluviales, et un autre plan du canal voulait que celui-ci quitte le lac Mamry au nord via Węgielsztyn. Un différent plan du canal a été encore proposé en 1849. Ce plan aurait utilisé des rails inclinés comme sur le canal d'Elbląg à proximité. Mais l'incapacité d'obtenir le consentement des propriétaires du terrain était l'une des raisons pour lesquelles cette proposition n'a pas abouti.
En 1890, l'ingénieur hydraulique August Hess - qui avait précédemment conçu le canal d'Aller - a révisé les plans pour remplacer les rails inclinés par des écluses, publiant "Le canal maritime de Mazurie en Prusse orientale" (en allemand : Der Masurische Schiffahrtskanal in Ostpreußen) en 1892. Deux ans plus tard, l'ingénieur Otto Intze a publié son "avis d'expert sur l'utilisation d'une puissance hydraulique considérable à des fins industrielles par le canal maritime de Mazurie" (en allemand : Gutachten über die Nutzbarmachung erheblicher Wasserkräfte für industrielle Zwecke durch den Masurischen Schiffahrtskanal) qui recommandait l'installation de centrales hydroélectriques aux écluses.
En 1898, le Parlement prussien a approuvé l'achat de terres de la valeur de 200 000 ℳ pour y construire le canal. Le 14 mai 1908, l'autorisation est donnée pour bâtir une voie navigable entre Kaliningrad et le lac Mamry dans le Reich allemand., Le canal, prévu pour utiliser les rivières Pregolya et Łyna en amont de Kaliningrad et un canal de Druzhba à Mamry, descendra d'environ 110,7 mètres (363,2 pi) des lacs à la rivière,,,.
Une deuxième phase de construction proposer aurait vu une extension à la vallée de Narew qui aurait fourni une connexion au canal de la direction de Varsovie,.